# Paul-Émile Lecoq de Boisbaudran

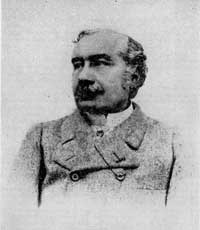
Lecoq de Boisbaudran.

Paul-Émile Lecoq de Boisbaudran (Cognac, 18 april 1838 – Parijs, 28 mei 1912) was een Frans anorganisch scheikundige. Hij placht zich François Lecoq de Boisbaudran te noemen. Hij staat vooral bekend om de ontdekking van het naar hemzelf vernoemde element gallium en is een der grondleggers der spectroscopie. Bovendien ontdekte hij de elementen samarium en dysprosium.
Hij stamde uit de familie Lecoq, heren van Boisbaudrant (gemeente Saint-Fraigne). Aanvankelijk vond hij zijn emplooi in de wijnhandel van zijn familie, maar al snel trok de scheikunde hem aan.
Op zijn 28e begon hij zich te richten op onderzoek naar chemische elementen. Hij studeerde natuurkunde en scheikunde aan de École polytechnique in Parijs met onder anderen Charles-Adolphe Wurtz. Sedert 1859 had hij een eigen klein laboratorium in Parijs, waar hij onderzoek verrichtte naar de toepassing van spectroscopie voor chemische analyse.
In 1874 publiceerde hij Spectres lumineux, spectres prismatiques, et en longueurs d'ondes destinés aux recherche de chimie minérale, een van de basiswerken van de spectroscopie.
Op 27 augustus 1875 ontdekte hij, met behulp van deze spectroscopische methoden, aanwijzingen voor het bestaan van een tot dan toe onbekend chemisch element. Hij noemde het gallium (gallus = haan in het Latijn; coq = haan in het Frans). Het was een eerbetoon aan de theorie van Dmitri Mendelejev, die de eigenschappen ervan had voorspeld onder de naam eka-aluminium. Op 7 maart 1876 werd Lecocq ridder in de orde van het Legioen van Eer; de onderscheiding werd hem uitgereikt door de minister.
In 1879 ontdekte hij samarium (Sm, atoomnummer 62). In datzelfde jaar werd hij bekroond met de Davymedaille door de Royal Society.
In 1886 ontdekte hij het element dysprosium (Dy, atoomnummer 68).
Vervolgens werd hij correspondent van de Académie des sciences en verdeelde hij zijn tijd tussen Parijs en Charente.
Spoedig na de ontdekking van argon in 1894 door Lord Rayleigh en William Ramsay poneerde hij de veronderstelling dat argon deel uitmaakt van een nieuwe groep van elementen, de edelgassen.

## Werken
- F. Lecoq de Boisbaudran (1874), Spectres lumineux, spectres prismatiques, et en longueurs d'ondes destinés aux recherche de chimie minérale, Paris: Imprimerie de Gauthier-Villars.
- P.-É. Lecoq de Boisbaudran & A. de Gramont (1923), Analyse spectrale appliquée aux recherches de chimie minérale, Paris: J. Hermann, 2 delen; biografie en bibliografie in deel I:11-54.

## Noot in de tekst
1. ↑  Zowel de Duitse, Engelse als Franse Wikipedia leggen de oorsprong van de naam in de antieke benaming van het huidige Frankrijk: Gallië.